# Armin Werner
Armin Werner (* 18. Oktober 1931) ist ein deutscher ehemaliger Fußballspieler im DDR-Fußballspielbetrieb. In dessen höchster Spielklasse, der DDR-Oberliga, war er für die BSG Chemie Leipzig und den SC Lokomotive Leipzig aktiv. Anschließend war er Trainer im Nachwuchsfußball auf Klub- und Verbandsebene.

## Sportliche Laufbahn
Bevor Werner beim SC Lokomotive Leipzig zum Erstligaspieler wurde, war er ab 1946 Fußballspieler im vogtländischen Neudorf, zuletzt bei der Betriebssportgemeinschaft (BSG) Wismut, danach spielte er in Leipzig für die BSG Einheit Ost und 1952 für die viertklassige Hochschulsportgemeinschaft DHfK Leipzig. Im Winter 1952 warb der DDR-Oberligist Vorwärts Leipzig sieben Stammspieler vom Ligakonkurrenten BSG Chemie Leipzig ab. Als Ersatz kamen sechs neue Spieler von unterklassigen Mannschaften zur BSG Chemie, dazu gehörte auch der 21-jährige Armin Werner.
Trainer Walter Rose setzte Werner in der neu formierten Mannschaft als linken Verteidiger ein, und diese Position behielt Werner bis zum Saisonende. Er fehlte nur bei einem Punktspiel und kam so in seiner ersten Oberligasaison auf 17 Einsätze. In der Spielzeit 1953/54 kam Werner in den Oberligaspielen nicht zum Einsatz. Als im September 1954 der neue Sportclub Lokomotive Leipzig gegründet wurde, übernahm dessen Sektion Fußball Werner zusammen mit den meisten bisherigen Chemiespielern. Unter dem neuen Trainer Alfred Kunze bestritt Werner vom 4. bis 16. Spieltag der Saison 1954/55 13 Oberligaspiele ohne Unterbrechung als rechter Verteidiger, insgesamt kam er auf 16 Einsätze in der 26 Runden währenden Saison. Bereits am 28. August 1955 absolvierte Werner sein letztes Oberligaspiel. In der Partie des 1. Spieltages der Übergangsrunde 1955, die zur Angleichung des Spielplans an das Kalenderjahr ausgetragen wurde, SC Turbine Erfurt – SC Lok (1:0), spielte er als linker Verteidiger. Zwischen 1953 und 1955 hatte er damit 34 Oberligaspiele bestritten, in denen er ohne Torerfolg geblieben war. Im Alter von 23 Jahren beendete Werner seine Laufbahn als Fußballspieler.
Der SC Lok übernahm Werner noch 1955 als Fußballtrainer im Nachwuchsbereich. Von 1958 bis 1962 bis 1962 arbeitete Werner im Junioren- und Jugendbereich des DDR-Fußball-Verbandes (DFV). Der 1963 gegründete SC Leipzig engagierte ihn bis 1965 als Nachwuchstrainer. Von 1967 bis 1969 war Werner Leiter des Wissenschaftszentrums des DFV, 1971 bis 1981 war er DFV-Verbandstrainer und Mitglied des Trainerrats.

## Stationen
- BSG Wismut Neudorf
- BSG Einheit Ost Leipzig
- 1953 bis 1954: BSG Chemie Leipzig
- 1954 bis 1955: SC Lokomotive Leipzig